# 대한예수교장로회(통합)
대한예수교장로회(통합) (大韓-敎長老會(統合), 영어: The Presbyterian Church of Korea), 약칭 예장통합은 대한민국의 장로교 교단이다. 신학적으로는 온건 개혁주의를 지향한다. 교단 본부는 서울특별시 종로구 연지동에 있다.
WCC(세계교회협의회) 가입과 에큐메니칼(교회연합)에 대한 입장 차이에 따라 1959년 대한예수교장로회에서 분리될 때 교회연합을 지지하는 입장을 가졌으며 한국기독교교회협의회(NCCK)와 세계교회협의회(WCC)에 가입되어 있으며, 신학적으로 중도 성향이다. 사회현실에 대해 참여 지향적이다. 이 교단은 대한민국 장로교 교단 중에서 가장 교세가 크며 가장 오래되었으며, 대한민국 장로회의 시초가 되는 모교단이다.

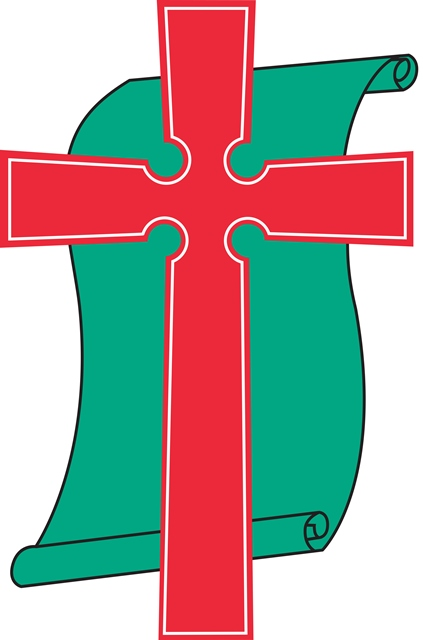
대한예수교장로회(통합)로고

## 역사
1884년 미국 북장로교 의료선교사 호러스 뉴턴 알렌(H. Allen) 박사 부부가 입국하여 근대식 병원인 광혜원을 설립하면서 공식적인 장로교 선교가 시작되었다.
이듬해 미국 북장로교 소속의 호러스 그랜트 언더우드(H. G. Underwood) 목사가 입국하면서 본격적인 장로교 선교가 시작되었으며 1887년 새문안교회를 설립하여 세례식과 성찬식을 베풀었다. 새문안교회는 현재 예장통합 교단을 대표하는 교회로 한국 최초의 개신교 조직교회로 평가 받고 있다. 이후 언더우드 목사에 의해 언더우드학당(경신학원), 연희전문 등이 설립되었으며, 베어드 목사에 의해 숭실학당(숭실대학교)이 설립됐고, 사무엘 모펫 박사가 1901년 교단 신학교인 조선예수교장로회신학교를 평양에 설립하고 1912년 평양 장대현교회에서 <조선예수교장로회> 라는 명칭으로 교단을 조직하였다. 1943년 일제의 강압으로 <일본기독교 조선장로교단>으로 개편되었으나 해방후인 1947년 <조선예수교장로회>를 재건하고 교단명칭은 대한예수교장로회로 개칭하였다.
1952년 신사참배 및 친일 청산 문제가 원인이 되어 한상동 목사를 중심으로 한 고려신학교(現 고신대학교)측이 별도의 총회(고신)를 조직하여 분리해 나갔으며, 1953년 성서비평학 논쟁이 원인이 되어 김재준목사를 중심으로 한 조선신학교 (現 한신대학교)측이 별도의 총회(한국기독교장로회)를 조직하여 분립해 나갔다.
1959년에는 세계교회협의회(WCC) 가입 및 에큐메니컬 운동 수용 문제로 찬성측(한경직 목사 중심의 통합측)과 반대측(박형룡 목사 중심의 합동측)이 대립하였는데 이때 찬성하는 대한예수교장로회(통합)은 연동교회에서, 반대하는 대한예수교장로회(합동)은 승동교회에서 각각 단독총회를 열고 분립하였다.

## 신학성격
한국 기독교 교회협의회(NCCK)와 세계교회협의회(WCC) 가입교단으로 그리스도가 세우신 교회의 일치와 연합을 위한 에큐메니컬 운동에 적극 참여하고 있다.통합측은 개혁교회 전통을 계승하면서 연합을 추구하는 신학적 경향을 보이고 있다. 또한 미국장로교(PCUSA)의 바르트주의적 신학 변화에 맞춰 1986년 대한예수교장로회 신앙고백과 21세기 대한예수교장로회 신앙고백을 작성하였고 현재 통합은 칼빈의 '이중예정론'을 따르는 제한속죄론에서 벗어나 바르트의 '초월론적 변증신학'을 따르는 통전적이며 성서적인 복음주의적인 경향을 보이고 있으며 장로교회의 대표적인 신앙고백인 웨스트민스터 신앙고백을 옛 문서화하고 웨스트민스터 소요리문답만을 사용하며 대요리문답은 사용하지 않는다.
통합 성향의 학회로 한국칼빈학회와 한국칼바르트학회가 있다.

## 기관
교단신문으로는 한국기독공보, 교단 출판사로는 한국 장로교 출판사가 있다.
신학대학으로 장로회신학대학교, 서울장신대학교, 대전신학대학교, 호남신학대학교, 영남신학대학교, 부산장신대학교, 한일장신대학교가 있으며 유관대학으로 숭실대학교, 서울여자대학교, 한남대학교, 연세대학교가 있다.

## 소속교회와 목회자
대한예수교장로회(통합)측에 소속된 교회로는 대표적으로 새문안교회, 영락교회, 청북교회, 소망교회, 온누리교회, 연동교회, 안동교회, 충성교회, 청운교회 등이 있으며, 교단 소속 목회자로는 한경직 목사, 하용조 목사, 김삼환 목사, 곽선희 목사, 최일도 목사(다일공동체), 김진홍 목사, 인명진 목사, 김영태 목사, 김동호 목사, 최영태 목사 등이 있다.

## 교세
- 노회: 69개
- 교회: 9,190개
- 목사: 총 20,506명
- 전도사: 2,831명
- 교인: 2,554,227명(장로 : 32,278명) (2018.12.31 현재)

## 같이 보기
- CBS기독교방송
- 한국기독교교회협의회
- 대한예수교장로회(합동)
- 대한예수교장로회(대신)
- 대한예수교장로회(고신)
- 대한예수교장로회(고려)
- 한국기독교장로회
- 온누리교회
- 새문안교회
- 소망교회
- 영락교회
- 명성교회
- 연동교회
- 동숭교회